# La Fête de quartier
Pour l’article ayant un titre homophone, voir PayPal.
La Fête de quartier (ou Pay Pal en Belgique) est le vingt-et-unième épisode de la vingt-cinquième saison de la série télévisée Les Simpson et le 551e épisode de la série. Il est sorti en première sur la chaîne américaine Fox le 11 mai 2014.

## Synopsis
Bart déconcentre Marge qui prépare un gâteau pour la fête annuelle des voisins. Celui-ci ayant été détruit, elle décide d'en acheter un autre tout fait en essayant de passer incognito au supermarché. Elle fait la connaissance à la fête de John Wilkes Booth, un britannique qui a acheté exactement le même gâteau. Il lui semble sympathique et celui-ci l'invite avec Homer à une soirée chez eux. Marge a très peur que ce dernier gâche tout, comme à son habitude, et elle lui fait des recommandations strictes pour l'éviter. Arrivant chez leurs voisins, ceux-ci ont mis en scène une soirée Meurtres et Mystères costumée très élaborée, mais Homer ruine la surprise en révélant par accident le nom de l'assassin. Une bagarre s'ensuit, au cours de laquelle Marge et lui sont jetés dehors.
Dégoûtée par la conduite de son mari, Marge renonce à l'idée de se faire des amis. Lisa, qui l'a entendue, décide elle aussi de ne plus se lier avec des enfants de son âge, ce qui chagrine beaucoup sa mère. Or, le lendemain, elle rencontre une fille avec laquelle elle partage de nombreux points communs, comme le jazz et les repas végétariens. Bart trouve que cela est trop beau pour être vrai et décide d'enquêter afin de découvrir qui est réellement cette  fillette. Il la prend en filature et prend des photos qui se révèleront compromettantes.

## Réception
Lors de sa première diffusion l'épisode a attiré 3,66 millions de téléspectateurs.

## Erreur
- Il y a une erreur de traduction en français quand Homer dit en parlant des factures de l'hôpital non payées pour Maggie, "ils l'auront leur fric sanglant", l'interjection "bloody" n'est pas à prendre au sens littéral et veut dire "p*tain" ou "satané" (ils l'auront leur satané fric).

## Anecdotes
Sans aucune raison valable, cet épisode n'a pas été diffusé, que ce soit lors de sa première diffusion prévue le 14 avril 2018 en France ou alors lors des rediffusions des semaines suivantes. Il a toujours été déprogrammé et remplacé par l'épisode 18 de la 22e saison, La Grande Simpsina. Les épisodes suivants ont malgré tout été diffusés. Cependant, l'épisode a été reprogrammé, puis diffusé, sept semaines après sa date de diffusion initiale.
Il est vraisemblable que la non-diffusion de cet épisode est due au nom de PayPal, qui est une marque déposée et qui peut constituer pour une chaîne de télévision française une publicité déguisée. L'épisode est d'ailleurs diffusé en France sous le titre La Fête de quartier. A noter que SérieClub nomme bien l'épisode Pay Pal.